# Sonny Brown
Gerald „Sonny“ Brown  (* 20. April 1936 in Cincinnati, Ohio; † ?) ist ein US-amerikanischer Jazz-Schlagzeuger, Komponist und Musikpädagoge. 

## Leben und Wirken
Brown besuchte an der Woodward Highschool und studierte anschließend am Musikkonservatorium in Cincinnati. Nach seinem Dienst in der US-Army von 1953 bis 1956 spielte er im Mittleren Westen in den Bands von Eddie „Cleanhead“ Vinson, Amos Milburn und Dinah Washington sowie bis 1960 in verschiedenen Gospelgruppen. Bekannt wurde er vor allem durch seine Zusammenarbeit mit Roland Kirk, mit dem er ab 1957 immer wieder spielte. 1961 zog er nach New York City und arbeitete dort zunächst mit Frank Foster, Randy Weston und Ray Bryant. 1963/64 war er in der Begleitband von Jon Hendricks, dann ein Jahr bei Kenny Burrell. 1963/64 trat er als Schlagzeuger beim Montreux Jazz Festival auf; danach war er als freischaffender Musiker in New York tätig und spielte u. a. mit Clifford Jordan, Sonny Rollins, Curtis Fuller, Coleman Hawkins, Zoot Sims, Lee Konitz, Archie Shepp und Sam Rivers. Mit Bill Lee, mit dem er auch eine Oper schrieb, leitete er ab 1968 die Formation New York Bass Choir, zu der auch die Bassisten Richard Davis, Lisle Atkinson, Milton Hinton, Ron Carter und Michael Fleming gehörten. 1969 wirkte er an Aufnahmen von Attila Zoller und Herbie Hancock mit und ging mit Joe Henderson auf eine Skandinavien-Tournee. 
Von 1968 bis 1973 war er als Musikpädagoge am Harlemer YDA Programm, an Schulen in der Bronx und 1972 im Workshops des Jazzmobile-Projektes tätig.

## Diskographische Hinweise
- Roland Kirk: Introducing (Chess, 1960)
- Roland Kirk: Volunteered Slavery (Rhino)
- Attila Zoller Trio: Dream Bells (Enja, 1978)